# Eriococcus fossilis
Eriococcus fossilis är en insektsart som beskrevs av Walter Wilson Froggatt 1933. Eriococcus fossilis ingår i släktet Eriococcus och familjen filtsköldlöss. Inga underarter finns listade i Catalogue of Life.